# Анастас Анастасов
Анастас Василев Анастасов е български политик от ГЕРБ, народен представител от парламентарната група на ГЕРБ в XLI народно събрание. Бивш председател на Районния съд в Ямбол (2000 – 2009). Съдия в Конституционния съд на България (2012-2021).

## Биография
Анастас Анастасов е роден на 10 октомври 1965 година в град Ямбол, България. Завършил е специалностите „Защита на националната сигурност на Р. България“ и „Право“ в Академията на МВР – София.
От 1991 година работи в съдебната власт. Първо в прокуратурата, а от 1996 година е районен съдия в РС-Ямбол. В периода от 2000 до 2009 година е председател на Районния съд в Ямбол.
През 2006 година Анастасов участва в създаването на сдружение ГЕРБ в град Ямбол. На парламентарните избори през 2009 година е избран за народен представител от листата на ГЕРБ. На 14 юли 2010 година Анастасов става заместник-председател на XLI народно събрание, след като Лъчезар Иванов подава оставка. Заема този пост до 1 ноември 2012 г., след като е избран за съдия в Конституционния съд от квотата на Народното събрание и пълномощията му на народен представител са прекратени.

### Парламентарна дейност
- XLI народно събрание — член (14 юли 2009 – 14 юли 2010)
- XLI народно събрание — зам.-председател на НС (14 юли 2010 – 1 ноември 2012)
- Парламентарна група на ПП ГЕРБ — член (14 юли 2009 – 1 ноември 2012)
- Комисия по вътрешна сигурност и обществен ред — председател (29 юли 2009 – 1 ноември 2012)
- Комисия по правни въпроси — член (29 юли 2009 – 1 ноември 2012)
- Група за приятелство България — Йордания — член (23 юли 2009 – 1 ноември 2012)
- Група за приятелство България — Канада — председател (23 юли 2009 – 1 ноември 2012)

#### Внесени законопроекти
- Законопроект за допълнение на Закона за българските лични документи
- Законопроект за допълнение на Наказателния кодекс
- Законопроект за изменение и допълнение на Закона за експортния контрол на продукти, свързани с отбраната, и на изделия и технологии с двойна употреба
- Законопроект за изменение и допълнение на Закона за здравето
- Законопроект за изменение и допълнение на Закона за специалните разузнавателни средства
- Законопроект за изменение и допълнение на Закона за съдебната власт
- Законопроект за изменение и допълнение на Закона за съдебната власт
- Законопроект за изменение и допълнение на Закона за устройството на държавния бюджет
- Законопроект за изменение и допълнение на Конституцията на Република България
- Законопроект за изменение и допълнение на Наказателния кодекс
- Законопроект за изменение и допълнение на Наказателно-процесуалния кодекс
- Законопроект за изменение и допълнение на Наказателно-процесуалния кодекс
- Законопроект за изменение на Закона за лечебните заведения
- Законопроект за отнемане на незаконно придобито имущество